# Perreux (Loire)
Perreux ist eine französische Gemeinde mit 2.105 Einwohnern (Stand: 1. Januar 2022) im Département Loire in der Region Auvergne-Rhône-Alpes. Sie gehört zum Arrondissement Roanne im Kanton Le Coteau. Perreux ist Mitglied im Gemeindeverband Roannais Agglomération. Die Einwohner werden Pariodins genannt.

## Geografie
Perreux liegt etwa fünf Kilometer östlich von Roanne. Der Rhins mündet an der westlichen Gemeindegrenze in die Loire. Weitere Flüsse, die das Gemeindegebiet durchqueren sind der Rhodon und sein Zufluss Chambut, sowie der Trambouzan. Umgeben wird Perreux von den Nachbargemeinden Vougy im Norden, Coutouvre im Nordosten, Montagny im Osten, Pradines im Südosten, Notre-Dame-de-Boisset und Saint-Vincent-de-Boisset im Süden, Le Coteau im Westen und Südwesten sowie Roanne im Westen und Nordwesten.

## Geschichte
Der Bischof Hugo von Châteauneuf schenkte im ausgehenden 11. Jahrhundert die Gegend den Benediktinern des Klosters Cluny. Seit 1793 besteht die Gemeinde Perreux.

### Bevölkerungsentwicklung
| Jahr                       | 1962 | 1968 | 1975 | 1982 | 1990 | 1999 | 2006 | 2017 |
| -------------------------- | ---- | ---- | ---- | ---- | ---- | ---- | ---- | ---- |
| Einwohner                  | 1728 | 1907 | 1885 | 1933 | 1985 | 2075 | 2167 | 2114 |
| Quellen: Cassini und INSEE |      |      |      |      |      |      |      |      |

## Sehenswürdigkeiten
- Kirche Saint-Bonnet aus dem 14. und 16. Jahrhundert